# Marie Kristýna Habsbursko-Lotrinská (1763)
Marie Kristýna Habsbursko-Lotrinská (22. listopadu 1763, Vídeň – 22. listopadu 1763) byla rakouská arcivévodkyně a uherská a česká princezna.

## Život
Narodila se 22. listopadu 1763 ve Vídni jako dcera arcivévody Josefa a princezny Isabely Parmské. Malá arcivévodkyně zemřela dvě hodiny po porodu. Její matka zemřela o pět dní později na pravé neštovice.
Byla pochována v Císařské hrobce ve Vídni.